# Parkia leiophylla
Parkia leiophylla är en ärtväxtart som beskrevs av Wilhelm Sulpiz Kurz. Parkia leiophylla ingår i släktet Parkia och familjen ärtväxter. Inga underarter finns listade i Catalogue of Life.